# Zeno Clash
Zeno Clash — трёхмерная компьютерная игра, файтинг с элементами шутера от первого лица, разработана компанией ACE Team. Zeno Clash относится к инди-играм. Игра начала распространяться через сервисы цифровой дистрибуции с 21 апреля 2009 года, а в Европе она поступила в продажу на DVD 9 октября 2009 года. Игра разработана на движке Source. В режиме кампании игроку предстоит играть за жителя вымышленного фентезийного мира Зенозоик (англ. Zenozoik), который находится в бегах от преследователей. По пути ему и его спутникам приходится преодолевать различные препятствия, борясь с врагами с использованием стрелкового и ближнего оружия, но чаще кулаков. 19 мая 2009 года было анонсировано продолжение в виде отдельной игры Zeno Clash 2.

## Игровой процесс

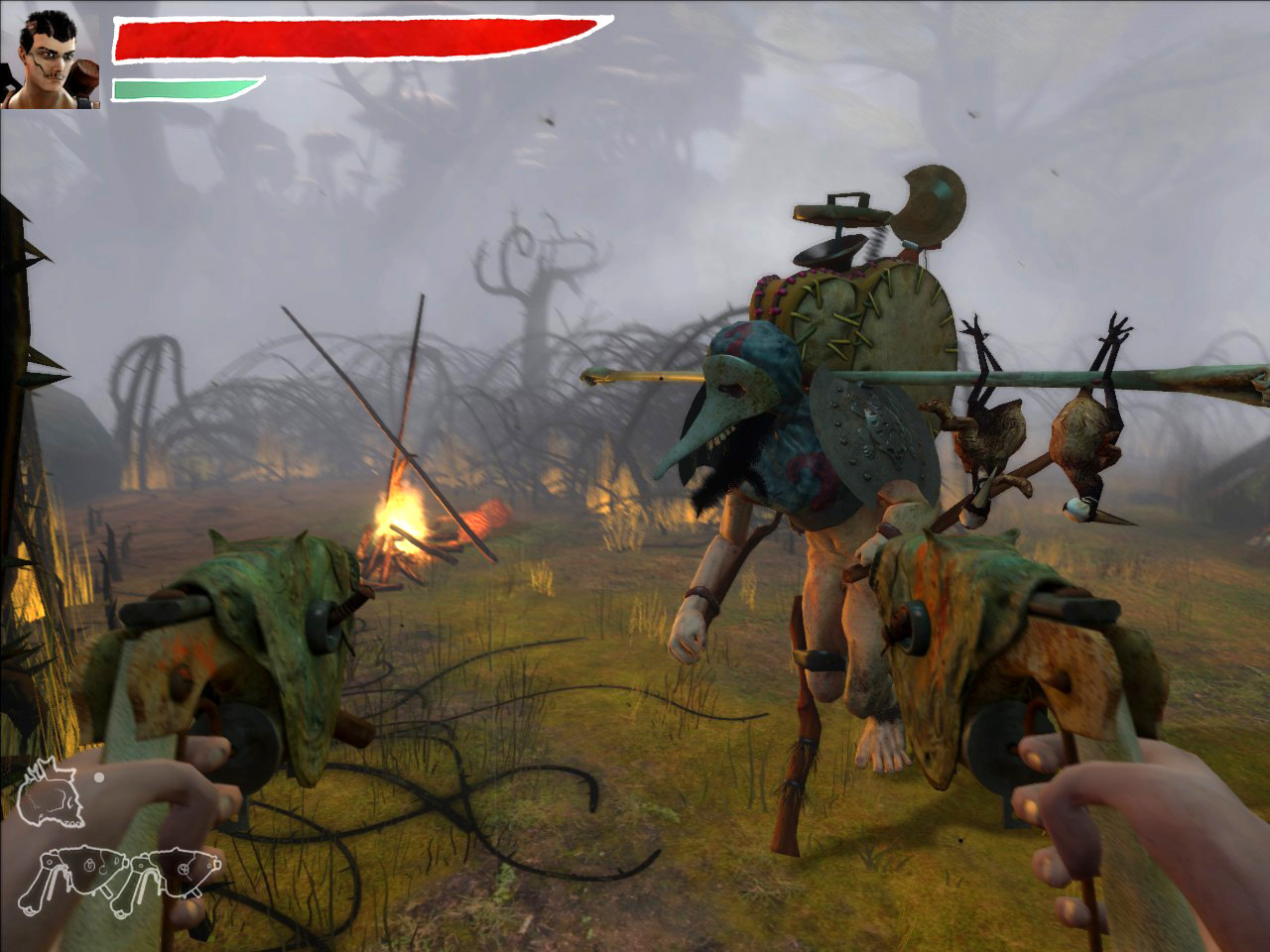
Скриншот из игры. В центре изображен особый враг, при убийстве которого, игрок получает преимущество в бою с другими врагами, так как они становятся менее агрессивными и более уязвимыми. В руках игрок держит два рыбопистолета

В режиме кампании игроку предстоит в роли Гэта пройти все линейные уровни в строгой последовательности. Игровой процесс представлен от первого лица, с редкими кат-сценами от третьего лица. Когда игрок входит в определённые районы, это вызывает запуск триггера, который начинает битву, в которой он должен победить всех врагов, чтобы продолжить. Перед началом каждой битвы появляется экран, на котором изображено количество и тип врагов, которые будут участвовать в бою. В бою Гэт может наносить удары с помощью кулаков, уворачиваться от вражеских атак, и проводить специальные атаки, выполняя определённую последовательность при нажатии клавиш. Несмотря на сильный акцент на рукопашный бой, в игре существуют оружия ближнего и дальнего боя, которые можно выбить из рук врагов и подобрать или найти на карте. Игрок одновременно может нести только один вид дополнительного оружия. Также существуют особые враги, повреждения которым можно нанести, используя только оружие, а также боссы, которые отличаются особой стойкостью по сравнению с другими врагами, победить которых можно только особым способом.
В игре имеется функция концентрации, при использовании которой взгляд игрока всегда направлен на выбранного противника. Когда игрок сконцентрирован на каком-то одном враге, то его удары становятся мощнее, и он имеет возможность проводить комбо, которые доступны только во время концентрации.
Также в игре имеется режим под названием «Башня испытаний», где игрок сражается с врагами на разных аренах, сложность каких увеличивается по мере прохождения. Вся «башня» поделена на 7 этапов, каждый из которых в свою очередь поделён на 6 арен. Если во время прохождения арены игрок потерпел поражение, то ему приходится начинать прохождения с начала данного этапа. В конце каждого этапа игроку предстоит бой с боссом, итоги которого распространяются через систему Steam Friends.

## Сюжет
История разворачивается в выдуманном фентезийном мире Зенозоик, и начинается с событий, происходящих в большом городе Халстедом. Игра начинается с того, что протагонист игры, Гэт, приходит в сознание после взрыва, который был им вызван и который убил Папо-Маму. Папо-Мама — якобы гермафродитное существо, которое пользуется очень большим авторитетом в своей семье. Гэт также является одним из детей Папо-Мамы, но как он им оказался, пока неизвестно. Он бежит из города, спасаясь от погони, которую устроили на него его братья и сестры. Его подруга, Дэдра, сопровождает его, оказывая ему помощь.
Во время своих путешествий из Халстедома, Гэт объясняет Дэдре, частично через интерактивные воспоминания, что привело его к покушению на Папо-Маму. Одной из первых вещей, которые он отметил, было то, что он некоторое время пребывал среди корвидов, свободных безумных существ, которые жили в лесах Зенозоика. После того, как он вернулся в Халстедом, его братья и сестры все равно продолжали считать его корвидом. Это приводило к постоянным вооруженным стычкам между ними и Гэтом.
Позже, когда Гэт и Дэдра достигают пустыни, он отправляется на охоту за едой, а после возвращения обнаруживает слепого человека, который нацелил свою винтовку на голову спящей Дэдры. Из краткого разговора с ним Гэт понимает, что тот является охотником, которого наняла его семья, чтобы убить его и Дэдру. Гэт выступает за жизнь подруги, и охотник соглашается на условия, что он встретится с Гэтом в одиночном поединке в условленном месте, и тогда он сохранит ей жизнь. После длительной борьбы, Гэту удаётся победить охотника, а потом он встречает Дэдру, которая рассказывает ему, что она всё знает про охотника и предлагает бежать ещё дальше.
Наконец Гэт и Дэдра достигают конца света. Там, борясь с толпами земляных монстров они встречают Голема, древнее создание, которое было погребено неизвестной группой людей, до того времени, пока кому-то не потребуется его помощь. Голем утверждает, что он всезнающий и что он знает все про Гэта и Дэдру и их истории, а также про конфликт с Папо-Мамой. Он также говорит, что закончит этот конфликт наряду с множеством других, в разрешении которых он участвовал.
По возвращении Гэта в город он снова встречается с большим сопротивлением среди своих родственников. Затем раненый Папо-Мама показывает себя, и говорит, что он остался жив после взрыва бомбы-черепа, который устроил Гэт. Папо-Мама вызывает Гэта на смертельный бой. После тяжелой победы Папо-Мама просит, чтобы Гэт окончательно убил его, не раскрыв никому его секрета. Гэт не соглашается — и тогда Папо-Мама внезапно нападает на него. Тогда Голем, который все время сопровождал их, не даёт Папо-Маме убить Гэта и раскрывает секрет, рассказывая, что Папо-Мама на самом деле — существо мужского пола, а детей он похищает у одиноких матерей, подкидывая им вместо них разных животных (например, поросят). Затем Голем говорит, что все эти дети принадлежат другим семьям, и что все они связаны между собой какой-то связью. Оказывается, что Гэт непреднамеренно узнал секрет Папо-Мамы, которая изгнала его из города в попытке сохранить свой секрет. Игра заканчивается после загадочных слов Голема про связь между ними и его другим миром.

## Разработка игры
Хотя Zeno Clash стала первой выпущенной игрой компании ACE Team, они занимались разработкой модификаций для игр уже с 1990-х годов. Их последний проект Zenozoik был гораздо больший по масштабу, чем Zeno Clash, в нём планировалось объединить элементы шутера, ролевой игры, файтинга и песочницы. Позднее разработчики поняли, что этот проект является слишком амбициозным и крупным для небольшой независимой компании, и решили сделать более целенаправленную игру. Впоследствии этого возник Zeno Clash, в котором нелинейный геймплей был заменен на линейный, а ролевые элементы были полностью убраны. Игра была задумана как глобальная модификация на движке Source. ACE Team показала демоверсию игры компании Valve, создателям данного игрового движка, после чего обе компании подписали договор об использовании движка и совместном распространении игры.
28 августа 2007 года компания Valve анонсировала, что ACE Team приобрела их движок для создания игры Zeno Clash. Вместе с анонсом были раскрыты некоторые детали относительно игры
.
17 октября 2008 года разработчики игры объявили, что выход игры перенесен на февраль 2009 года. Они объяснили, что это связано с невозможностью выпустить качественный продукт в ранее определённые сроки.
21 апреля 2009 года игра стала доступна для покупки на сервисе Steam.
29 апреля 2009 года вышел первый патч к игре, в котором разработчики добавили функцию выброса оружия из рук игрока, а также исправили мелкие ошибки.
1 мая 2009 года была выпущена демоверсия игры, которая стала доступна для загрузки только через Steam.
5 мая 2010 года вышла версия игры на Xbox Live Arcade под названием Zeno Clash: Ultimate Edition. В данной версии игры были добавлены несколько новых видов оружия, врагов, кооперативный режим прохождения, а также новые игровые элементы.

## Саундтрек
Саундтрек к игре писал Патрицио Менесес, один из партнеров компании разработчиков.

Обложка саундтрека игры.

9 декабря 2009 года разработчики игры опубликовали официальный саундтрек к игре, который стал доступным для скачивания на сайтах ITunes и CDBaby. В саундтрек вошло 18 дополненных и улучшенных композиций. Также было выложено 3 композиции для свободного скачивания на сайте. Позже разработчики игры выложили весь саундтрек игры на официальном сайте для свободного прослушивания в низком качестве.
| №   | Название                   | Длительность |
| --- | -------------------------- | ------------ |
| 1.  | «Main Theme»               | 3:06         |
| 2.  | «The Dream»                | 3:48         |
| 3.  | «Escape from Halstedom»    | 3:34         |
| 4.  | «Forest of Freedom»        | 3:27         |
| 5.  | «Forest of Insanity»       | 3:59         |
| 6.  | «Land of Zenozoik»         | 3:13         |
| 7.  | «The Bounty Hunter»        | 3:43         |
| 8.  | «Halstedom»                | 2:53         |
| 9.  | «The Bar»                  | 4:07         |
| 10. | «Confrontation»            | 2:49         |
| 11. | «Endworld»                 | 2:35         |
| 12. | «The Throne/The Awakening» | 4:55         |
| 13. | «Danger in the Mist»       | 3:08         |
| 14. | «Dark Corridors»           | 3:11         |
| 15. | «Family Reunion»           | 3:56         |
| 16. | «Gate of Defiance»         | 3:04         |
| 17. | «Father-Mother's Wrath»    | 3:54         |
| 18. | «Finale»                   | 5:11         |

## Рецензии и награды
| Сводный рейтинг       | Сводный рейтинг           |
| Агрегатор             | Оценка                    |
| --------------------- | ------------------------- |
| GameRankings          | ПК: 77,80 % X360: 75,33 % |
| Metacritic            | 77 % (41 обзор)           |
| MobyRank              | 78 % (13 обзоров)         |
| TopTenReviews         | 3,0024/5 (18 обзоров)     |
| Иноязычные издания    |                           |
| Издание               | Оценка                    |
| AllGame               | 3,5/5                     |
| Eurogamer             | 8/10                      |
| GameSpot              | 6,5/10                    |
| GamesRadar+           | 8/10                      |
| IGN                   | 8,4/10                    |
| Русскоязычные издания |                           |
| Издание               | Оценка                    |
| Absolute Games        | 55 %                      |
| PlayGround.ru         | 9/10                      |
| «Игромания»           | 7,5/10                    |
| «Страна игр»          | 8,5/10                    |

### Оценки игры в зарубежной прессе
22 апреля 2009 года на сайте Eurogamer был опубликован обзор на игру, в котором автор поставил игре 8 баллов из 10. В итоге было сказано: «ACE Team вложили своё сердце и душу в Zeno Clash, создав прекрасную игровую вселенную, и было бы преступлением отказаться от такой игры. Легко убедиться в том, что игра была сделана грандиозно с учётом потраченных на неё ресурсов и времени, в том, что игра предоставляет смесь квеста, файтинга и приключений, а иногда даже масштабные бои. Поэтому Zeno Clash остаётся фантастически красивым и удивительным файтингом, подкреплённым прекрасной вымышленной вселенной, одной из самых творческих и красивых в сегодняшнее время».
24 апреля 2009 года на крупнейшем игровом сайте IGN был опубликован обзор игры, написанный Джейсоном Окампу англ. Jason Ocampo, который наградил игру 8,4 баллами из 10, что обладает статусом «Impressive». Оценка игры составлялась на основе оценок, отдельных элементов игры, например графика, звук, геймплей, подача и т. д. Итог: «Можно с уверенностью сказать, что Zeno Clash не будет разрабатываться, как дорогая игра какого-то очень крупного разработчика; поскольку крупный разработчик будет слишком рисковать, выпуская такую нестандартную игру. Поэтому это отличный пример того, как некоторые из самых лучших и оригинальных идей воплощаются независимыми разработчиками, которые имеют и талант, и страсть и могут взять на себя риск, поскольку не играют с десятками миллионов долларов. Zeno Clash остается с вами ещё долго после того, как вы прошли её, а это то, к чему стремятся множество других игр».
30 апреля 2009 года на крупном игровом сайте GameSpot была опубликована рецензия на игру, в которой игра получила 6,5 баллов из 10. В итоге было сказано: «Наверное, лучшим комментарием, который можно высказать в сторону Zeno Clash, является то, что игра даёт игроку большой опыт. Вы получите большую странность за потраченные 20 долларов в Steam. Это немалая цена в современном игровом мире, тем более что в игре много странностей, но не хватает разнообразия, а бои могут разве что пробудить любопытство, но не наслаждение».

### Оценки игры в русскоязычной прессе
5 мая 2009 года на сайте PlayGround.ru был опубликован видеообзор на игру, вместе с текстовым вариантом, общая оценка на базе оценок отдельных составляющих игры составила 9 баллов из 10. Итог: «Zeno Clash — очень любопытный и необычный проект. Смесь футуризма с первобытным строем; красивая графика на движке Source и динамичные бои. Эту игру надо установить хотя бы из любопытства. На несколько часов она увлечет любого».
«Игромания» поставила игре 7,5 из 10 баллов. В итоге было сказано: «Безусловно, культурная составляющая в Zeno Clash важнее геймплея. Сюжет, арт-дирекшн да и сама концепция (помните — панк-файтинг, коленом по морде, от первого лица) — выше всяких похвал. Однако все это убивает однообразие: игра похожа на любительский модификации, у авторов которой было много таланта и желания, но мало всего остального. Zeno Clash — это замечательный интерактивный проект с богатым потенциалом, но как игра он надоедает феноменально быстро. Мы очень рады, что чилийцам из Ace Team все-таки удалось довести свою задумку до логического завершения, но будем откровенны: после Braid требования к качеству инди-игр выросли многократно. И списать такие критические недостатки на специфику „малобюджетного“ сектора уже, извините, не получится». Подводя итоги 2009 года журнал назвал игру одним из самых ярких дебютов и «Мордобоем года».
22 мая 2009 года на игровом сайте MGnews.ru была опубликована рецензия на игру. Итог: «В общем, Zeno Clash займет достойную нишу в области альтернативного гейм-дизайна. Так что, если на данный момент жизни вам ближе не душевные терзания икс-менов и квартирный вопрос „симсов“, а абсурдные фантазии в стиле Тима Бартона, то этот проект придется вам по душе».
В игровом журнале «Страна Игр» № 12 за 2009 год была опубликована рецензия на игру, которую автор оценил в 8.5 баллов из 10. Итог: «И еще раз отмечу, несмотря на малую продолжительность, Zeno Clash является абсолютно уникальным явлением в мире экшн-игр. Необычный геймплей, запоминающийся сюжет, буйная фантазия художников — перед нами настоящая авторская игра штучной работы. Надеюсь, чилийские самородки еще много лет останутся на игровой сцене, потому что суровый первобытный мир Зенозоика настоятельно требует продолжения банкета».
28 июля 2009 года на сайте Absolute Games был опубликован обзор игры. Игра получила 55 процентов и рейтинг «средненько». Итог: «Любопытная проба пера, не более того. Безоговорочно хороши только удары ногами — нет способа лучше отвести душу на кучке назойливых пикселей».

### Награды игры
Ещё до выхода игры, Zeno Clash выиграла награду «Best Upcoming Indie» на сайте ModDB.
Игра получила награду «Выбор редакции» на сайте PlayGround.ru. Награда была присвоена после публикации большого обзора игры.
В январе 2009 года игра была выбрана финалистом на Independent Games Festival, в конкурсе «Мастерство в изобразительном искусстве». Zeno Clash стала одной из пяти игр, которые выиграли этот конкурс, среди 226 других игр.
На сайте IGN игра выиграла конкурс «Game of the Month» за апрель 2009 года.
Летом 2018 года, благодаря уязвимости в защите Steam Web API, стало известно, что точное количество пользователей сервиса Steam, которые играли в игру хотя бы один раз, составляет 320 458 человек.